# 8703 Nakanotadao
8703 Nakanotadao (1993 XP1) là một tiểu hành tinh vành đai chính được phát hiện ngày 15 tháng 12 năm 1993 bởi T. Kobayashi ở Oizumi.